# 条叶楼梯草
条叶楼梯草（学名：Elatostema sublineare）为荨麻科楼梯草属的植物。分布在越南以及中国大陆的广西、贵州、湖南、四川、湖北等地，生长于海拔400米至850米的地区，一般生于山谷沟边阴处石上或林下，目前尚未由人工引种栽培。

## 别名
接骨草（广西宜山）